# Megalomania

Rysunek ilustrujący zjawisko megalomanii.

Megalomania (urojenia wielkościowe) – zaburzenie urojeniowe polegające na przesadnym skupieniu się na własnej doskonałości, samozadowoleniu oraz świadomości własnej wartości, znaczenia, możliwości i osiągnięć. Prowadzą one do zawyżenia samooceny.